# Bernie Grundman
Bernie Grundman, född 16 december 1943 i Minneapolis, Minnesota, är en amerikansk ljudtekniker.